# Brenda Flores
Brenda Eunice Flores Muñoz (Ciudad Nezahualcóyotl, Estado de México, México - 4 de septiembre de 1991) es un corredora de fondo mexicana. Es doble medallista de oro en los XXII Juegos Centroamericanos y del Caribe  y también en los Juegos Panamericanos de 2015, en donde impuso récord panamericano en los 10 000 metros. Fue la representante de América en la Copa Continental de la IAAF de 2014 y formó parte de la delegación mexicana en los Juegos Olímpicos de Río de Janeiro 2016.

## Biografía
Brenda Flores creció en Ciudad Nezahualcóyotl, Estado de México. En 2004 vio competir a Ana Gabriela Guevara en los Juegos Olímpicos de Atenas 2004, lo cual le inspiró a buscar ser atleta. Estudió en la Escuela Nacional Preparatoria 3 de la Universidad Nacional Autónoma de México, en donde inició su entrenamiento como corredora. Ahí el profesor Luis Nemer la convenció, luego de ganar en los 1 500 metros planos, de que comenzara a entrenar en los 10 000 metros para tener potencial de competir en los juegos olímpicos en el futuro, lo cual comenzó. Cursa los últimos semestres de la carrera de psicología en la Facultad de Estudios Superiores Iztacala.

## Carrera deportiva
Comenzó en la prueba de los 800 metros y de ahí a la de los 1 500 metros. En 2013 fue considerada como número 1 en el ranking nacional de la Federación Mexicana de Asociaciones de Atletismo en los 1 500 metros. Participó en los Relevos de Mount. Sac., California, en donde obtuvo el cuarto ranking mundial de los 5 000 metros planos con tiempo de 15:30.87 minutos. Participó en los juegos regionales de Veracruz de 2014, en donde obtuvo dos títulos.  Corrió los 5 000 metros en laCopa Continental de la IAAF de 2014 Marrakech 2014, quedando en sexto sitio en esa competencia. Compitió en los XXII Juegos Centroamericanos y del Caribe en Veracruz, 2014, en donde obtuvo dos medallas, una de oro en los 10 000 metros y de plata en los 5 000. En los Juegos Panamericanos de 2015 en Toronto, Flores ganó medalla de oro en las pruebas de 5 y 10 mil metros, estableciendo en esa prueba récord panamericano con tiempo de 32:41.30. En el Campeonato Mundial de Atletismo de 2015 Flores quedó en lugar número 14 de los 10 mil metros con tiempo de 32:15.26.
Después de los Juegos Olímpicos de Río de Janeiro 2016 tiene como objetivo convertirse en maratonista y desea igualar las victorias de la mexicana Adriana Fernández, primera mexicana en ganar el Maratón de New York

## Récords personales
| Prueba        | Sitio   | Lugar      | Fecha                   |
| ------------- | ------- | ---------- | ----------------------- |
| 5 kilómetros  | 16:00   | Mazatlán   | 30 de noviembre de 2013 |
| 15 kilómetros | 52:47   | Cardiff    | 26 de marzo de 2016     |
| 20 kilómetros | 1:11:25 | Cardiff    | 26 de marzo de 2016     |
| Medio maratón | 1:13:54 | Nueva York | 15 de marzo de 2015     |